# Team Stuttgart/1990
Deze pagina geeft een overzicht van de wielerploeg Team Stuttgart in 1990.

## Algemeen
Sponsors: Stuttgart (Duitse stad)
Ploegleiders: Hennie Kuiper, Werner Stauff
Fietsen: Eddy Merckx

## Renners
| Naam              | Geboortedatum | Nationaliteit | Ploeg 1989           |
| ----------------- | ------------- | ------------- | -------------------- |
| Marcel Arntz      | 18-11-1965    | Nederland     | Caja Rural-Paternina |
| Hartmut Bölts     | 14-06-1961    | Duitsland     | R.M.O.               |
| Udo Bölts         | 10-08-1966    | Duitsland     |                      |
| Gerd Dörich       | 14-02-1968    | Duitsland     |                      |
| Guido Eickelbeck  | 09-12-1965    | Duitsland     |                      |
| Jochen Görgen     | 12-07-1962    | Duitsland     |                      |
| Bernd Gröne       | 19-02-1963    | Duitsland     |                      |
| Jozef Holzmann    | 24-02-1964    | Duitsland     |                      |
| Kees Hopmans      | 31-10-1964    | Nederland     |                      |
| Darius Kaiser     | 15-10-1961    | Duitsland     |                      |
| Robert Matwew     | 17-05-1967    | Duitsland     | Stagiair             |
| Ralph Moorman     | 26-03-1966    | Nederland     |                      |
| Uwe Nepp          | 01-12-1966    | Duitsland     |                      |
| Erwin Nijboer     | 02-06-1964    | Nederland     | Caja Rural-Paternina |
| Ludo Peeters      | 09-08-1953    | België        | Caja Rural-Paternina |
| Markus Schleicher | 06-08-1967    | Duitsland     |                      |
| Ad Wijnands       | 10-03-1959    | Nederland     | Domex-Weinmann       |
| Dean Woods        | 22-06-1966    | Australië     |                      |
| Werner Wüller     | 16-09-1961    | Duitsland     |                      |

## Belangrijke overwinningen
| Driedaagse van De Panne Eindklassement: Erwin Nijboer Ronde van Spanje 4e etappe: Erwin Nijboer Ronde van de Oise Sprintklassement: Markus Schleicher Duits kampioenschap op de weg Wegrit: Udo Bölts Ronde van Ierland 4e etappe: Markus Schleicher Herald Sun Tour 8e etappe, deel A: Hartmut Bölts Eindklassement: Udo Bölts |

1989 · 1990 · 1991 · 1992 · 1993 · 1994 · 1995 · 1996 · 1997 · 1998 · 1999 · 2000 · 2001 · 2002 · 2003 · 2004 · 2005 · 2006 · 2007 · 2008 · 2009 · 2010 · 2011